# کروموزوم جنسی

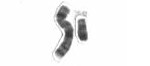
جفت کروموزوم جنسی XY در انسان (مرد) پس از شرایط

کروموزوم جنسی یا آلوزوم به گونه‌ای از کروموزوم‌ها گفته می‌شود که در تعیین جنسیت نسل‌های بعدی، به‌طور مستقیم نقش دارد. در انسان و بسیاری دیگر از پستانداران، این کروموزوم‌ها را به شکل X و Y نمایش می‌دهند. در زنان (جنس ماده) هردو X و در مردان (جنس نر)، یک کروموزوم X و دیگری Y است. بدین ترتیب، سلول‌های تخمک همگی دارای کروموزوم X هستند و اسپرم ممکن است X یا Y باشد. این ترتیب بیانگر آن است که مرد (جنس نر)، تعیین‌کننده جنسیت زاده در زمان تشکیل زیگوت در فرایند لقاح می‌باشد.